# بلانت سيتي
بلانت سيتي (بالإنجليزية: Plant City)‏ هي مدينة أمريكية تقع في ولاية فلوريدا. تبلغ مساحة هذه المدينة 58.9 (كم²)،ويبلغ عدد سكانها 34721 نسمة حسب إحصاء سنة 2010 م 34721.تشير إحصاءات سنة 2000م بأن الكثافة السكانية في هذه المدينة تقدر بـ(auto) نسمة/كم2 

## أعلام
- ديريك غينر
- تشين روبرتس
- برايان فيكيت
- دورسي ديكسون
- آرثر كوكس
- إبراهام شكسبير
- ماري ولز أشورث